# История Польши (1320—1386)
История Польши (1320—1386) — период в истории Польши. Состоявшаяся 20 января 1320 года в Кракове коронация Владислава Локетека считается моментом восстановления единого Польского королевства, которое в 1386 г. связало себя личной унией с Великим княжеством Литовским.
После смерти Казимира III Великого (1370 г.) польский престол занял Людвик Венгерский; его период правления был также началом политического господства дворянства, которому Людвик в обмен на гарантию престолонаследия для одной из трёх своих дочерей предоставил Кошицкий привилей (1374 г.).
После смерти Людвика Венгерского (1382 г.) наступило самое продолжительное междуцарствие в истории Польши. В конце концов, дочь Людовика, Ядвига стала королевой Польши 16 октября 1384 года. В 1386 году она вышла замуж за литовского князя Ягайло, который 4 марта 1386 года был коронован правителем Польши.

## Правление Владислава Локетека (1320—1333)

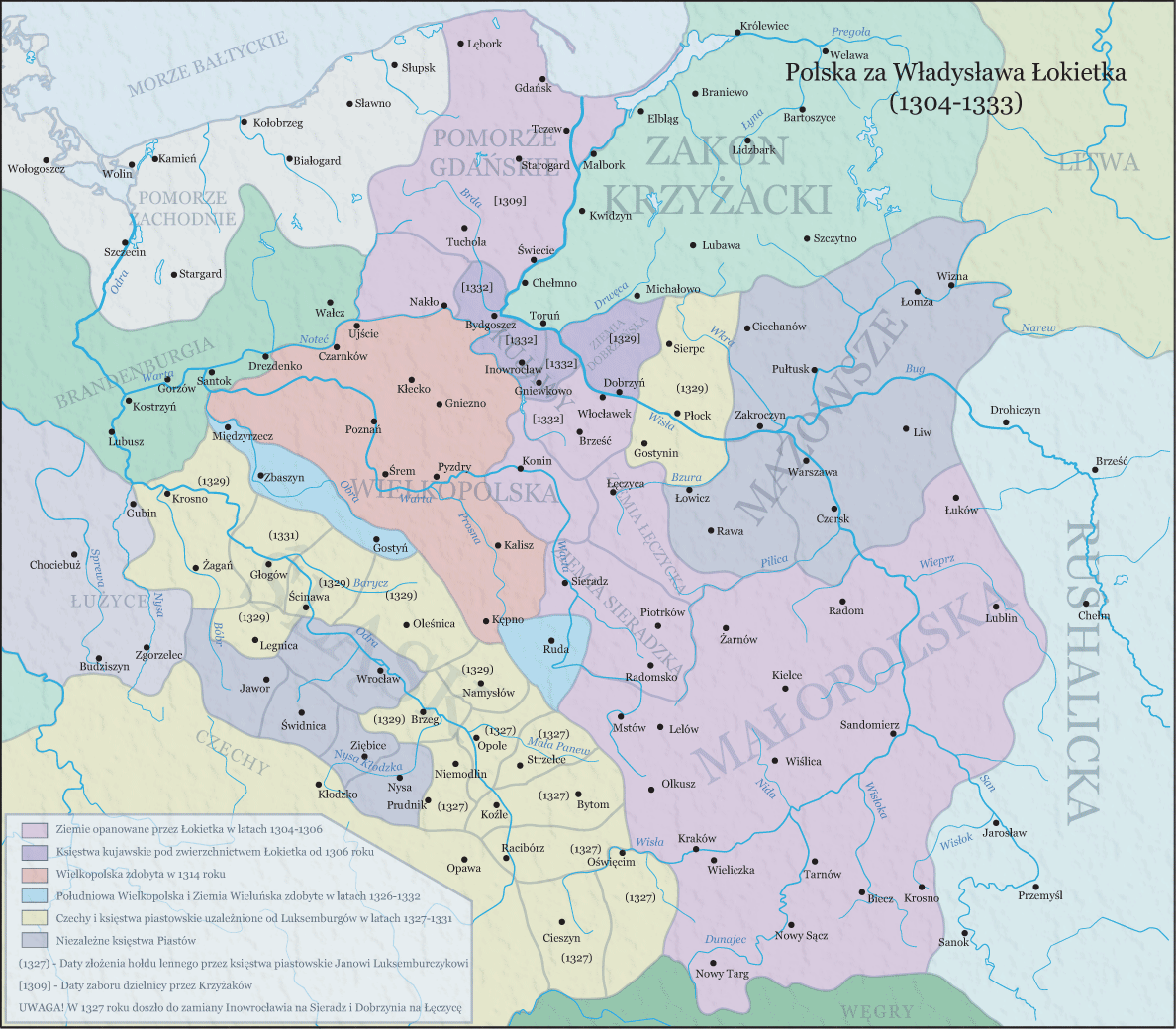
Польша при Владиславе Локетеке в 1304—1333 гг.

С 1318 года представители Владислава Локетека и польской церкви пытались в Авиньоне склонить папу к его коронации. Иоанн XXII наконец дал свое согласие, но в то же время отказал Локеткову в титуле польского короля, соблюдая таким образом права Иоанна Люксембургского. В результате 20 января 1320 года Владислав был коронован в Кракове королем Кракова. Он именовался польским королем только внутри своей страны, вне её этот титул применялся к правителю Чехии. Власть Локетека ограничивалась двумя основными районами — Малопольским и Великопольским, остальная территория бывшего Польского государства состояла из более или менее независимых княжеств Пястов.
Положению Локетека угрожали три сильных и враждебно настроенных соседа — Тевтонский орден, Бранденбург и Чехия. Его единственным сильным союзником с 1320 года был венгерский король Карл Роберт. Соглашение, скрепленное браком короля Венгрии и дочери Владислава Локетека Елизаветой было основным гарантом существования Краковского государства. Локетек также поддерживал оппозиционного по отношению к Виттельсбахам папу римского Иоанна XXII. В 1323 г. при поддержке и одобрении Венгрии он поставил Болеслава Тройденовича на престол Галицко-Волынского княжества, чем было обеспечено стабильное положение на юго-восточной границе до 1340 года.
Приоритетом для короля Кракова было вернуть Гданьское Поморье. В 1319 году польская сторона подала в курию официальную жалобу на тевтонских рыцарей. Папа поддержал обвинения и назначил трех судей для ведения процесса. Это продолжалось с мая 1320 г. по февраль 1321 г. и закончилось благоприятным для Польши приговором: Орден был обязан вернуть Гданьское Поморье и выплатить 30 тыс. гривен компенсационных штрафов. Однако это решение не вступило в силу, поскольку тевтонские рыцари подали апелляцию. Папа не решился занять четкую позицию, поэтому дело было приостановлено и Локетек в 1325 году вступил в рискованный союз с языческой Литвой. Сделку с восточным соседом укрепил брак его сына Казимира с дочерью литовского князя Гедимина Альдоной. При поддержке литовцев Локетек вторгся в Плоцкое княжество, а затем в 1326 г. напал на Бранденбург, в котором только что взяли власть баварские Виттельсбахи. Вторжение встретило широкую критику и было расценено как нападение язычников на христианские земли, однако позволило принудить Бранденбург к заключенному в 1329 году союзу. Первоначальные успехи, однако, были невелики — Локетек приобрел мнение о союзнике неверных, и, кроме того, ему пришлось защищаться от атак тевтонцев.

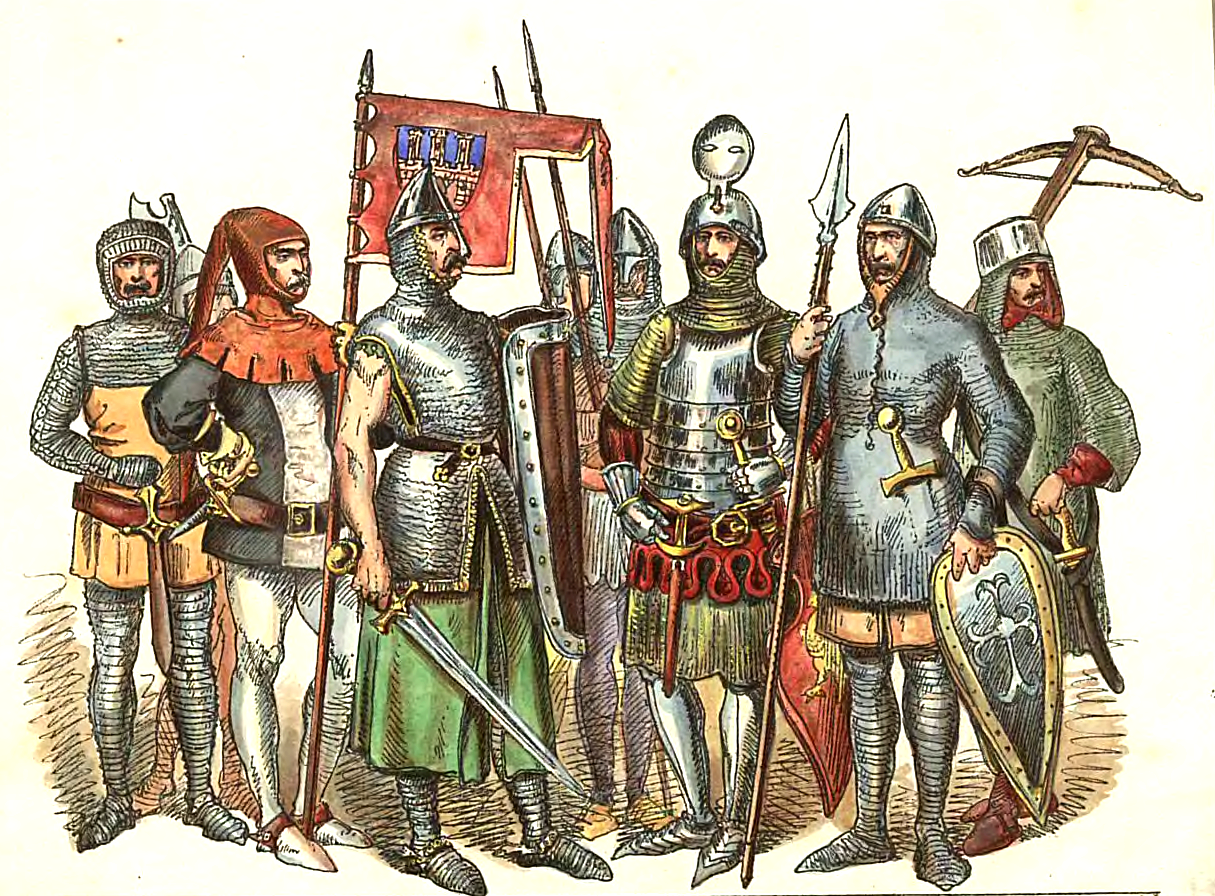
Ян Майтейко. Польские рыцари (1228—1333).

Папа оставался нейтральным по отношению к спору — он не поддерживал и не осуждал действия короля Кракова. Более раннее нападение на Мазовию привело к формированию союза между Плоцким княжеством и Тевтонским орденом. В ответ в 1327 году Локетек напал на Мазовию, на что тевтонские рыцари отреагировали наступлением в Куявии. Кроме того, в конфликт вмешался и Иоанн Люксембургский, который в 1327 году напал на Малую Польшу, остановившись только у ворот Кракова. Перемирие было заключено в 1328 году только благодаря вмешательству венгерского короля, который был против ликвидации государства Локетека. Вероятно, ранее (1327 г.) краковский король заключил предварительное соглашение с Робертом, приняв на себя Андегаванское правопреемство в Польше в случае конца династии Пястов. Чешские войска двинулись в сторону Пруссии, чтобы поддержать действия Тевтонского ордена против Литвы. Владислав Локетек, связанный союзом, поддержал Гедимина и напал на Хелминскую землю. Это вмешательство привело краковского короля в политическую изоляцию, поскольку он в конечном итоге приобрел репутацию союзника язычников. Ситуацией воспользовался Иоанн Люксембургский, который вступил в союз с орденом, в качестве польского короля пожаловав им Гданьское Поморье и вместе с ними нанеся удар по Добжинской области. Тевтонские рыцари взяли её, а чехи заставили герцога Плоцкого Вацлава платить феодальную дань. Таким образом, Мазовия перешла под власть Люксембурга.
Война продолжалась, принимая все более неблагоприятный для Локетека оборот. В 1329 году тевтонские рыцари напали на Куявию, вероятно, в сотрудничестве с познанским воеводой Викентием Шамотулом. Ответное наступление краковского короля при поддержке венгров, литовцев и русинских войск на Добжинскую землю в 1330 г. не принесло никаких результатов. Тевтонские рыцари организовали ещё одну экспедицию в 1331 году, во время которой произошла битва под Пловцами. Итог битвы нельзя трактовать как победа какой-либо из сторон, но тяжёлые потери тевтонских рыцарей могли приостановить дальнейшие операции. Тевтонские рыцари владели Добжинской землей, а в 1332 году взяли и Куявы. Благодаря папскому посредничеству было заключено перемирие на один год и решено передать спор на рассмотрение венгерского и чешского королей. Воспользовавшись перерывом в боях, Локетек организовал успешную экспедицию к господствовавшему на юго-западе Великой Польши Глогувскому княжеству.
В 1333 году во время перемирия умер Владислав Короткий. Его политика привела к территориальному сокращению государства, но ему удалось сохранить корону и две основные провинции Польши. С другой стороны, он потерпел неудачу как в борьбе с Тевтонским орденом, так и в деятельности, направленной на то, чтобы поставить князей [Силезии] и Мазовии в зависимость от себя. Большинство из них признали суверенитет Чехии, а остальные сохранили свою независимость.

## Правление Казимира Великого (1333—1370)

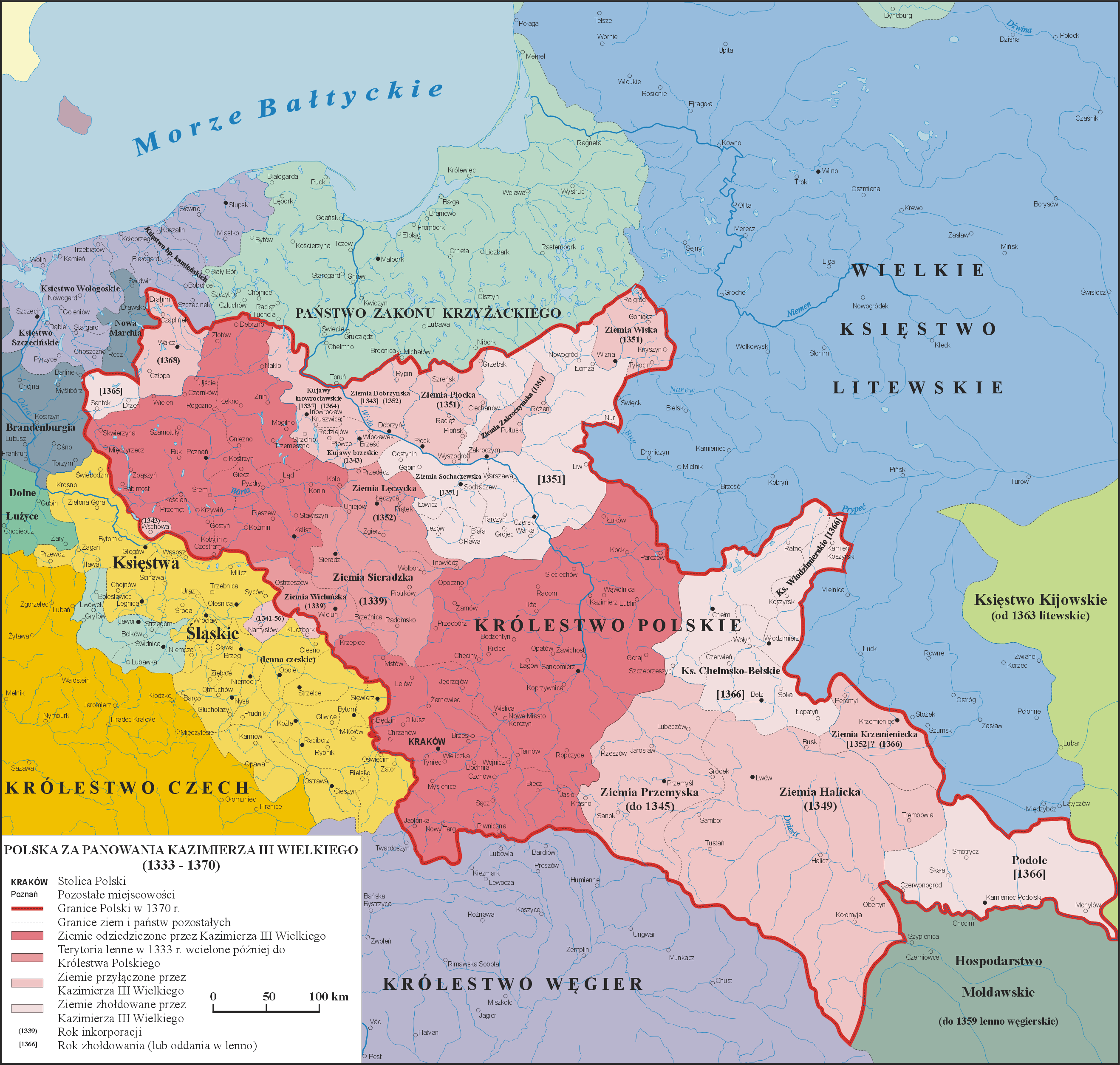
Польша при Казимире III.

Единственный сын Локетека, переживший своего отца, Казимир, был коронован через два месяца после его смерти в Вавельском соборе. Он унаследовал разделённое на две части государство, которые соединяли союзные Серадзское и Ленчицкое княжества с правителями из династии Пястов. Главной целью начального периода правления нового короля было вывести страну из политической изоляции, урегулировать спор с тевтонскими рыцарями и положить конец ещё формально продолжавшейся войне с чехами. Его политика, проводившаяся при поддержке малопольских советников (включая архидиакона Кракова Ярослава Богория, кастеляна Кракова Спицимира Леливита и канцлера Збигнева из Щижица), характеризовалась большой осторожностью и умением воспользоваться благоприятной экономической ситуацией. Ещё до коронации перемирие с орденом было продлено на год, потом его продлили ещё до 1335 года. Тевтонские рыцари проявили склонность к уступкам, согласившись передать дело в арбитраж, а поначалу даже передать Брест-Куявский союзному мазовецкому князю Земовиту II.

### Окончание войны
В то же время Казимир вел переговоры с бранденбуржцами через уполномоченных жителей Великой Польши. В июле 1333 г. с ними был заключен мирный договор о приграничном сотрудничестве против грабежей и разбоев. Изменения, происходившие на международной арене в середине 1330-х годов, дали возможность Казимиру действовать более масштабно: Генрих Каринтийский умер, и спор о его наследстве разделил главные династии региона: Габсбургов, Виттельсбахов и Люксембургов. Первые две семьи объединились, что вынудило Иоанна Люксембургского искать новых союзников. В мае 1335 года Казимир предложил Виттельсбахам объединить силы, и через месяц был подготовлен проект брака дочери польского короля Кунигунды Польской с младшим сыном императора Людовика IV Людвигом VI и союза против любого, кто нарушит мир. Люксембургцы быстро отреагировали на планы Казимира, считая их опасными для себя. В конце мая 1335 года в Сандомир прибыл сын чешского короля, моравский маркграф Карл. В результате переговоров с ним было подписано перемирие, нарушивший прежнее обязательство династии 1332 г. не вступать ни в какие соглашения с краковским королем. Разрешение спора с южным соседом было приоритетом для Казимира, поэтому он старался максимально отсрочить ратификацию договора с Бранденбургом. Он решил уточнить договор с Виттельсбахами, перенеся ратификацию на 8 сентября. Король Кракова использовал 2 месяца и организовал встречу своей миссии с Иоанном Люксембургским в Тренчине на территории Венгерского королевства. На этот раз Казимеж был представлен только сановниками из Малой Польши, которые приобретали всё более и более сильное положение в государстве. В конце заседания 24 августа 1335 г. было подписано соглашение, по которому Люксембурги были готовы заключить мир и отказаться от титула короля Польши, а Казимир должен был не претендовать на Силезию и Мазовию. Вопрос о самих его правах на эти территории, вероятно, вообще не поднимался. После встречи Ян Люксембургский убрал из своих титулов термин «король Польши», а его канцелярия перестала называть восточного соседа краковским королем. Ожидалось, что предварительный договор будет ратифицирован Казимиром, но тот отложил подписание окончательных документов, ожидая дальнейшего развития событий. Дата обмена документами, назначенная на октябрь, прошла, что оставило нерешенным дело о титуле короля Польши.

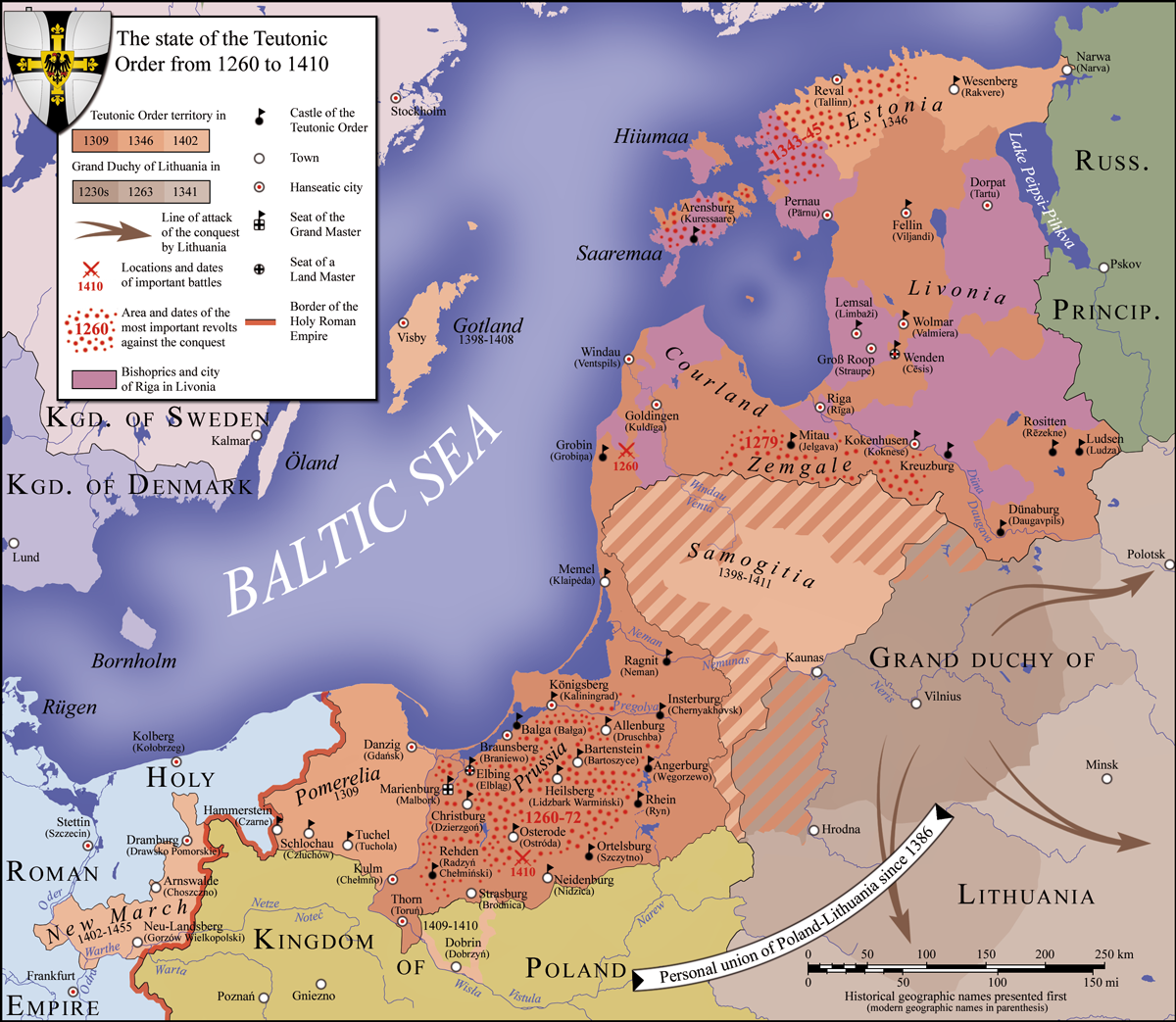
Экспансия Тевтонского ордена с 1260 по 1410 год.

В июле 1335 года король и архиепископ Гнезно Янислав пожаловались папе Бенедикту XII на тевтонских рыцарей. Орден в ответ направил в Авиньон копии документов, подтверждающих дарование Померании и других земель. У процесса не было шансов на быстрое завершение, и итоговое решение нужно было принять на третейском суде в Вышеграде, где арбитрами выступили Роберт и Ян Люксембургский. Они продиктовали первоначальные условия мирного договора: аннулирование пожалования тевтонцам Добжиньской земли от 1329 г. Оно должно было перейти вместе с Куявами в руки Казимира. Поморье, с другой стороны, должно было остаться с орденом как вечная милостыня польского короля. Тевтонские рыцари также должны были сохранить Хелмненскую землю. Кроме того, было решено, что стороны откажутся от любых военных убытков и объявят амнистию беглецам. Казимеж начал действия, направленные на реализацию положений, но, как и Тренчинские пакты, отложил окончательное решение, ожидая результатов процесса, проведенного в курии. Съезд в Вышеграде, напротив, позволил окончательно решить спор с чехами на более выгодных для Казимира условиях, чем прежде. Король Польши купил оспариваемый титул у Иоанны Люксембургской за 20 тыс. злотых пражских грошей, не беря обязательств насчёт Силезии и Мазовии. Союз был укреплен проектом брака дочери Казимира Эльжбеты с внуком Яна Люксембургского, Яном.
Иоанн Люксембургский стал союзником Казимира, но в случае спора с Орденом продолжал сохранять позицию Тевтонского ордена. Он взял на себя роль посредника, переговоры должны были состояться в 1337 году в Иновроцлав. За день до их начала чешский король издал торжественную декларацию, напоминающую о тевтонских рыцарях Померании в 1329 году и взял орден под свою защиту. В марте 1337 года Казимир заключил пакт со своим двоюродным братом и князем Добжинским и Ленчицким Владиславом Горбатым, по которому последний обязывался передать королю принадлежащее ему Ленчицкую землю в обмен на Куявию, которая была предоставляется на всю жизнь. Эта договоренность могла иметь важное значение в дальнейших переговорах с орденом, поскольку отменяла решения Вышеградского договора, по которым Куявия возвращалась Владиславу.
Отправной точкой для переговоров в Иновроцлаве было Вышеградское соглашение. Однако на этот раз польский король получил гораздо более благоприятные условия. Прежде всего, была оставлена формула предоставления Померании в качестве вечной милостыни. Король Польши не подтвердил каких-либо даров на эту территорию, а просто отказался от всех прав, которые он получил от своего отца. Более выгодной была и форма передачи хелмнской земли ордену — король подтвердил, что она принадлежит ордену, но в то же время не отказывался от прав дарителя, унаследованных от предков. Соглашение было дополнительно снабжено документами, в которых король Польши исключал возможность будущего союза с Литвой, обещал амнистию воевавшим на стороне ордена своим поданным, обязывался освободить пленных и отказывался от какой-либо компенсации. Он также согласился удовлетворить требования тевтонцев о гарантиях Венгрии по мирному договору. Казимир должен был получить соответствующий документ, исключающий возможные права Карла Роберта на Померанию с учётом потенциальной возможности наследования престола королевства династией Анжу. Окончательные мирные решения были написаны в одном акте и скреплены печатями обеих сторон, имелся трёхмесячный срок для ратификации. После этого Казимир должен был вернуть себе Куявию и Добжиньскую землю

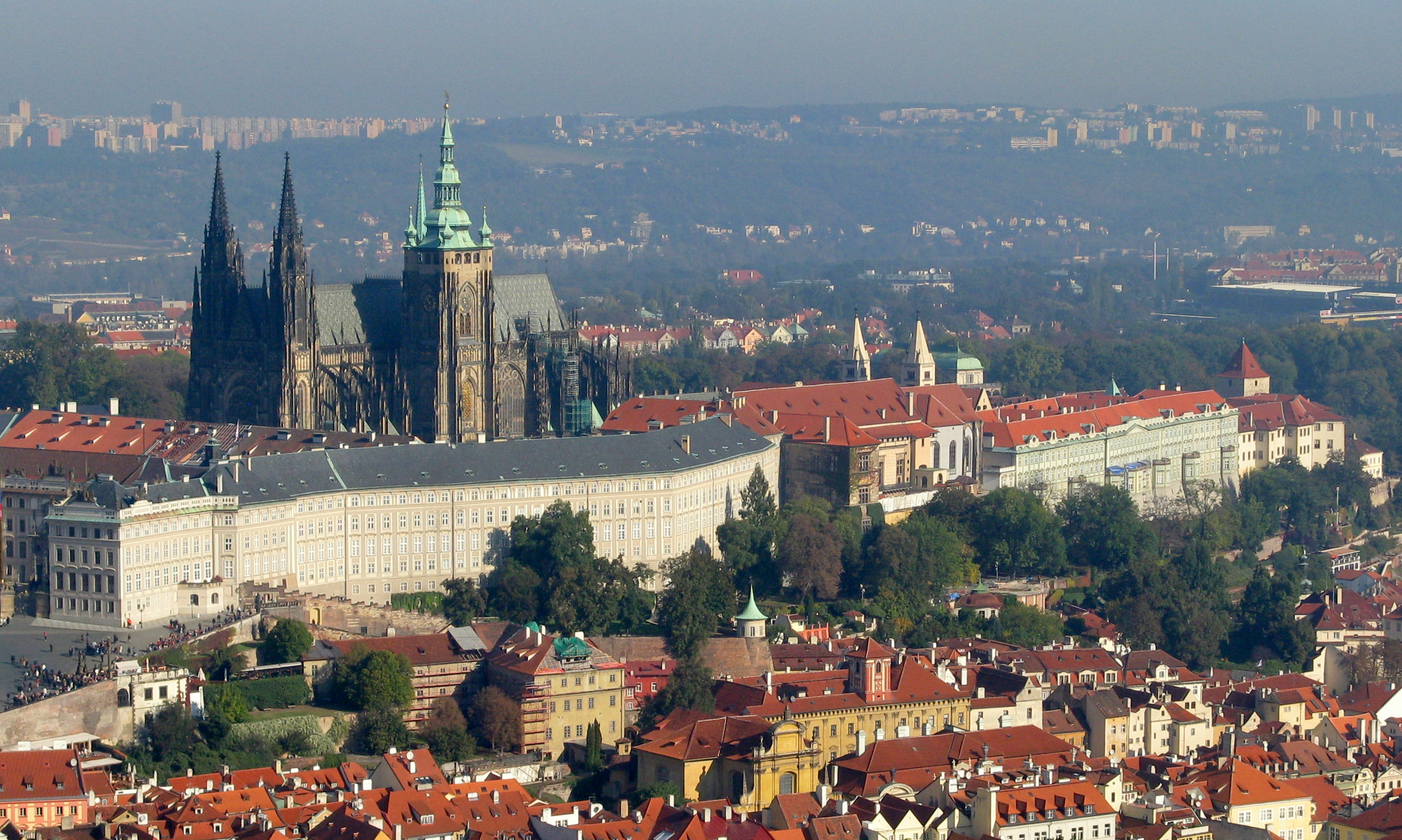
Пражский замок.

Казимир не ратифицировал соглашение под предлогом того, что у него возникли трудности с получением необходимого документа от Роберта. Фактически он ждал исхода разбирательства, проводимого Святым Престолом. Папская комиссия признала законность польских обвинений, и в 1338 г. подготовка к суду вступила в решающую фазу. Он прошёл в 1339 году в Варшаве заочно, несмотря на то, что начальство ордена поставило под сомнение полномочия судей, назначенных папой, и отказалось принять иск. Приговор был вынесен 15 сентября 1339 г. и полностью удовлетворил требования поляков. Судьи обязали постановление вернуть Поморье, Куявию, Добжинськую и Михаловскую земли и выплатить денежную компенсацию. Тевтонские рыцари подали апелляцию, и Папа, несмотря на усилия польской дипломатии, увидел формальные недостатки и не утвердил приговор. Благоприятное варшавское решение было окончательно отвергнуто в 1341 году, когда Бенедикт XII выступил с собственной инициативой разрешить спор. Он признал права ордена на Померанию и предложил вернуть занятые в последней войне между тевтонскими рыцарями и Локетеком земли. Такое развитие ситуации повлияло на произошедшую в начале 40-х годов большую независимость от Анжу и сдвиг в сторону Люксембургов. Казимир посетил Прагу в июле 1341 года, где были установлено содержание нового польско-чешского союза. Это должно было быть закреплено браком Казимира с дочерью Яна Маргаритой. Невеста умерла до церемонии, но союз был заключен, и Кароль Моравский устроил свадьбу польского короля с гессенской принцессой Адельгейдей.
Осенью 1341 года состоялись дальнейшие переговоры в Торуни, но они были прерваны смертью магистра Тевтонского ордена Дитриха фон Альтенбург привела к прерыванию переговоров. Вскоре умерли также Роберт, Бенедикт XII и Янислав. В результате при польском дворе ослабла тенденция к продолжению войны, так как ушедших советников времён Локетека сменили новые. В то же время перемены на папском и венгерском престолах побудили Казимира искать окончательное решение конфликта. Новый папа Климент VI не выдвигал никаких предложений, а Людовик Венгерский сосредоточился на южном направлении. Переговорам мешало как недоверие сторон, так и противодействие великопольской знати, которая, в отличие от малопольской, не была склонна к урегулированию. В конечном итоге переговоры начались в 1343 году, чему во многом способствовал архиепископ Гнезненский, бывший одним из доверенных советников короля. Ещё до начала переговоров польский король заключил союз с герцогами Западной Померании против Ордена, скреплённый браком князя Богуслава V с дочерью Казимира Елизаветой.

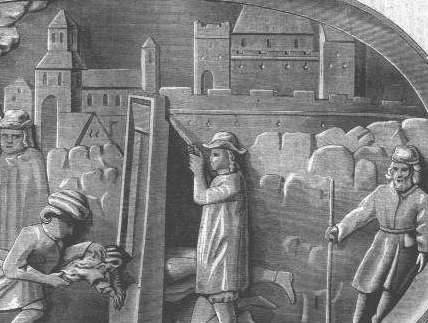
Королевский замок в Калише.

Переговоры проходили в Королевском замке в Калише, и отправной точкой послужили Иновроцлавские решения 1337 года. Ввиду изменившейся политической ситуации ни одна из сторон не ссылалась на результаты Вышеградского арбитража. Согласно новому документу, Казимир отказался от прав на все территории, принадлежавшие ордену и подтвердил, что тевтонским рыцарям были пожалованы Хелмская и Михаловская земля, а также отказался от своих прав на Гданьское Поморье. Взамен Польше возвращались Куявия и Добжинськая земля. Дополнительные документы регулировали отдельные вопросы, такие как направление посланника в Авиньон для получения папского подтверждения, обеспечение свободы заключенным, введение амнистии для подданных, перешедших на службу другой стороне. Пяст также обязался не поддерживать язычников, то есть литовцев, против тевтонских рыцарей. Отдельным документом заверялось, что анжуйцы не будут стремиться вернуть отданные ордену земли в случае захвата ими власти в Польше. Основное содержание договора было согласовано в начале июля 1343 г., а 23 числа того же месяца в Вежбице под Иновроцлавом состоялся церемониальный обмен документами и церемония приведения к присяге. Во избежание осложнений, связанных с венгерскими гарантиями (по мнению польской стороны, они как раз мешали ратификации Иновроцлавских договоров), в новый договор были введены социальные гарантии. Их давали князья Мазовии, Добжинськой земли и Куявии, представители знати Малой и Великой Польши, а также главных городов королевства. Отдельные акты издали представители духовенства, которые отказались от возмещения материальных потерь, понесенных в результате войны ордена с Локетеком, и тем самым отменили благоприятный для них варшавский приговор.
Подписание мирного договора Польшей с приказом открыло новый период в отношениях между двумя странами. Хотя элита Великой Польши в значительной степени сопротивлялась ему и даже обвиняла короля в слишком больших уступках, договор позволил ему постоянно участвовать в русинских делах и обеспечил польско-тевтонский мир более чем на полвека.

### Восточная политика
В ситуации, когда возвращение Померании становилось все менее реальным, а анжуйцы и люксембуржцы укрепляли отношения друг с другом (договор о союзе 1338 г. был направлен косвенно против Казимира), король Польши был вынужден искать возможность в новом направлении. В 1338 году в Вышеграде король Польши встретился с Карлом Робертом, во встрече также принял участие галицкий князь Юрий II Болеслав. Историки подозревают, что тогда были заключены какие-то трехсторонние соглашения о наследовании престола Руси в случае бездетной смерти Пяста. Не исключено, что князь пообещал передать свои владения Казимиру в обмен на поддержку. Подтверждение Венгрии могло быть необходимо из-за её прежних претензий на эти земли и договоров о престолонаследии между Пястами и Анжу. Возможно, конкретное согласие на расширение Польши на восток исходило и от чехов — этим можно было бы объяснить издание королем Польши в феврале 1339 г. документа, гарантирующего, что он не ущемит владения Люксембургов в Силезии и Мазовии.
В апреле 1340 года Болеслав был отравлен боярами, что привело к началу борьбы за княжество. Государство формально подчинялось татарам, но на её территорию претендовали и Польша, Литва и Венгрия. Казимир Великий был особенно заинтересован в расширении на восток. Сразу после смерти князя он вошел в княжество, дошел до Львова и захватил казну. Сам город был сожжен, а проживавших там купцов он увел с собой в Польшу. Этот поход был лишь демонстрацией силы — настоящая военная экспедиция состоялась два месяца спустя при поддержке Венгрии. В результате в 1349 году Казимир захватил Галичину и вероятно, присоединил область Санокскую землю к Польше, установив на оставшихся землях наместничество местного боярина Дмитрия Детки. Часть княжества (Луцк, Хелм, Белз) попала в руки литовцев.
Поход Казимира положил начало многолетних сражений с татарами, которые в 1340 году они вторглись в юго-восточную Польшу и Венгрию. О серьёзности положения свидетельствует тот факт, что польский король обратился за помощью к другим правителям и Папе. Он сумел представить борьбу с татарами как крестовый поход и в результате добился двухлетнего освобождения от уплаты церковной десятины. В последующие годы король Польши неоднократно использовал этот способ пополнения казны.

### Война в Силезии

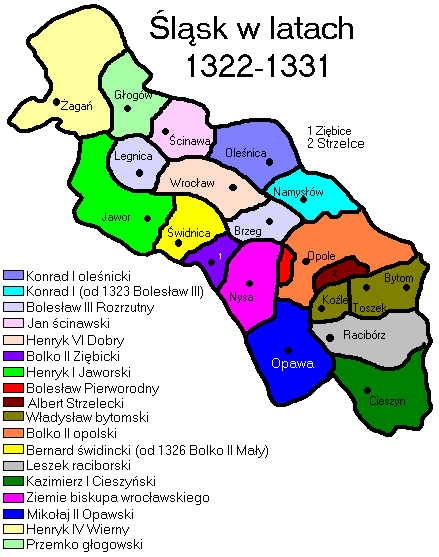
Силезские княжества в 1322—1331 годах.

Казимир не собирался отказываться от попыток вернуть себе пястовские владения в Силезии. Ставший в 1342 году герцогом Сагана Генрих V Железный медлил с выплатой дани Люксембургу, в то же время строя планы вернуть принадлежавший Чехии с 1331 года Глогув. В первой половине 1343 года он напал на этот город и захватил его. В этой ситуации Казимир напал на Генрика и союзных ему силезских князей Яна Сцинавского и Конрад Олесницкий, чтобы захватить Всховскую землю. После первоначальных неудач армия Казимира захватила Всхову, разорила герцогство Саган и княжество Сцинава, а также сожгла Сцинаву. Силезские князья были вынуждены просить мира, по которому Всховская земля перешла Польше. Локальный конфликт был на руку Люксембург, потому что побежденный герцог Жаганский направился к чехам и в ноябре 1344 года в Праге заплатил феодальную дань Иоанну Люксембургскому. Он вернул князю все оккупированные земли, в том числе половину Глогува, и пообещал помочь ему вернуть Всхову.
Конфликт в Силезии усилил Иоанна Люксембургского, который получил верного вассала и союзника в лице Генриха. Отношения между чешским и польским королями обострились, что побудило Казимира в январе 1345 года заключить союз с Виттельсбахами, сделав более тёплыми отношения с Бранденбургом. Союз скрепил брак Кунегунды и Людовик Римского, заключенный в середине 1345 года.
Отношения Польши с Чехией продолжали ухудшаться. Знаменательным событием стало заточение в марте 1345 года в Калише вернувшегося из прусской экспедиции сына Яна, маркграфа Моравии и кандидата в императоры Карла под предлогом неоплаченных долгов. Вскоре после этого Карл сбежал, но инцидент не был забыт. В мае Иоанн Люксембургский напал на Свидницкое княжество, король Польши в ответ напал на Опавское княжество. Чехи двинулись в сторону Кракова и начали осаду столицы королевства. На помощь Казимежу пришло венгерское подкрепление, которое нанесло чехам тяжёлые потери в боях под Лелувом и Бендзином. Император не присоединился к войне, несмотря на союзнические обязательства, и не видя шансов на успех, Ян Люксембургский снял осаду Кракова и в сентябре заключил перемирие с Казимиром и силезским князем Болеславом II сроком на два месяца. Поддерживавший Люксембургов папа Климент VI принимал активное участие в разрешении конфликта, главной целью которого было лишение императорского престола Людовика Виттельсбаха. В 1346 году император был отлучён от церкви, коалиция князей избрала Карла Люксембургского императором. Иоанн Люксембург умер в том же году, а Людвик Виттельсбах в следующем году. В изменившейся политической ситуации польско-чешский конфликт утратил для Святого Престола свое значение, и Казимир с Карлом Люксембургским стремились положить конец войне. Король Польши и Болко II пытались закулисными действиями укрепить свои позиции в Силезии, но единственным видимым результатом стал захват Яворского княжества. Тем временем в апреле 1348 г. Карл IV издал ряд документов, торжественно подтверждающих права Люксембургов на Силезию и официально включающих её и Лужицу в корону Чешского королевства. Чуть более полугода спустя, в ноябре 1348 года, Польша и Чехия заключили договор, официально положивший конец войне без каких-либо территориальных изменений.

### Конфликт с Литвой

Территориальная экспансия Литвы.

Воспользовавшись выгодным международным положением (Людовик Анжуйский был занят в Далмации, Литва была ослаблена тевтонскими рыцарями, с татарами было подписано временное соглашение), Казимир в 1349 г. вновь вступил в Галицко-Волынское княжество, заняв захваченную ранее Литвой часть. По мирному договору литовский князь Любарт получил Луцк, где должен был княжить по польскому пожалованию. Успех Казимира оказался очень непрочным, поскольку в 1350 г. литовцы перешли в контрнаступление. Грабительские нашествия достигли Ленчицкой земли, а экспедиция в княжество через несколько месяцев достигла Львова и Галича, опустошив Сандомирскую и Лукувскую земли. Вся Володимерская Русь снова оказалась в руках литовцев. В 1351 г. при поддержке венгров была организована новая экспедиция, но годом ранее король Венгрии добился заключения нового договора о престолонаследии с учётом вопроса о княжестве. По этому соглашению Польша могла завладеть княжеством при условии, что после смерти Казимира и при отсутствии наследника мужского пола её трон перейдет к Анжу. В противном случае венгры имели право купить княжество у Польши за 100 тыс. флоринов.
Экспедицию 1351 года из-за болезни Казимира возглавил Людвик Венгерский, которому польские лорды в Люблине пообещали принять как естественного наследника короля. В результате переговоров с литовским князем Кейстутом было решено, что он будет крещен руками венгров, а в Литве будет учреждено самостоятельное архиепископство. Эти положения противоречили польским целям, но они не были реализованы. Кейстут был отдан на попечение поляков и, вероятно, сумел бежать при их поддержке. Ввиду неудачной осады Белза венгры самостоятельно вступили в переговоры с литовцами. Владимирская Русь осталась в составе Великого княжества, а действия поляков дополнительно привлекли татарское вторжение в Малую Польшу. Казимир был решил добраться до ценностей сокровищницы Гнезненского собора, а папа призвал христианских правителей к крестовому походу против татар. Перемирие с Литвой было заключено в 1352 г., но было нарушено литовцами через год захватом Львова и Галича. Король Польши решил нанести ответный удар, достигнув Белзы в 1353 году. Бои с Литвой затянулись, поглощая ресурсы и принося разрушения восточной Польше, и не имея дополнительной военной помощи польский король начал искать дипломатический способ разрешения конфликта.
Принятыми в Буде в мае 1353 г. и в Праге в мае 1356 г. соглашениям чешский король Карл освободил Мазовецкое княжество от феодальной зависимости, взамен чего Казимир передал силезские города Ключборк и Бычину. Эти решения были важным этапом в постановке Мазовии в зависимость от Польши. В 1351 году Казимир завладел имуществом умершего Болеслава III Плоцкого, теперь дополнительно взяв на себя полную власть. Император ясно дал понять, что не будет препятствовать попыткам Польши наладить отношения с Литвой, перспектива её христианизации ставила под сомнение основу дальнейшей миссии Тевтонского ордена. Поворот в политике по отношению к Литве произошел в 1356 г., когда Казимир заключил с ней союз. Сам факт польско-литовского сближения в основном отражен в жалобах тевтонских рыцарей, направленных Святому Престолу. В 1357 г. Казимир обратился к папе с планом христианизации своего восточного соседа, создаваемая церковь должна была быть подчиненной Гнезненскому архиепископству. Этот план нарушал интересы Рижского архиепископства, а потому папа отнесся к нему с видимой сдержанностью и поручил вице-канцлеру расследовать дело. Столкнувшись с неудачей, император Карл IV в следующем году предложил христианизацию Литвы. Однако литовские князья в обмен на крещение требовали вернуть все земли, захваченные Тевтонским орденом. Казимир Великий вернулся к концепции времен правления своего отца, предполагая сотрудничество с литовскими князьями. Это позволило постепенно усилить польское влияние на русинских землях и стабилизировало ситуацию в Мазовии, которая до сих пор становилась жертвой частых литовских нашествий.

### Последние годы
В начале 1360-х произошёл конфликт между с одной стороны Анжу и Габсбургами, и Люксембургами с другой. Было решено предотвратить риск войны, назначив третейский суд и арбитров в лице Казимира и Болеслава II. На окончательное решение во многом повлияла свадьба императора Карла IV с внучкой Казимира и дочерью поморского князя Богуслава V Елизаветой Померанской, что укрепило позиции Кароля в Померании и эффективно нейтрализовало Казимира. Вердикт третейского суда был оглашён в Кракове в декабре 1363 г. По нему стороны должны были прекратить враждебные действия и вернуться в государство до начала спора. Третейский суд явился первым видимым свидетельством растущего положения Казимира Великого на международной арене. Для подписания мирного договора в Брно был созван торжественный конгресс, который, однако, не принял никаких обязывающих договоренностей. В этой ситуации Казимир как арбитр вызвал Людвика Венгерского и Карла IV в Краков, где в сентябре 1364 г. был подписан окончательный мирный договор. Затем был якобы 21-дневный пышный пир, организованный купцом Николаем Вежинеком, который описал в своей хронике Ян Длугош. В то же время во время краковской встречи Людвик ещё раз напомнил о своих правах на наследование польского престола.
В феврале 1365 года Казимир женился в четвёртый раз на Ядвиге Жаганьской, хотя ему не удалось добиться от папы аннулирования прежнего брака с Адельгейдой. Брак не удовлетворял Анжу (появление сыновей у Казимира препятствовало наследованию престола), Люксембургов (усиление польского влияния в Силезии) и папу Урбан V. Только усилия польской и венгерской дипломатии избавили короля ответственности за неодобренный брак.
Казимир Великий умер 5 ноября 1370 года. При нём Польское государство восстановило свои позиции в качестве международно-значимого игрока, и в то же время расширилось за счёт Галицко-Волынского княжества и Мазовии.

## Правление Людвика Венгерского (1370—1382)

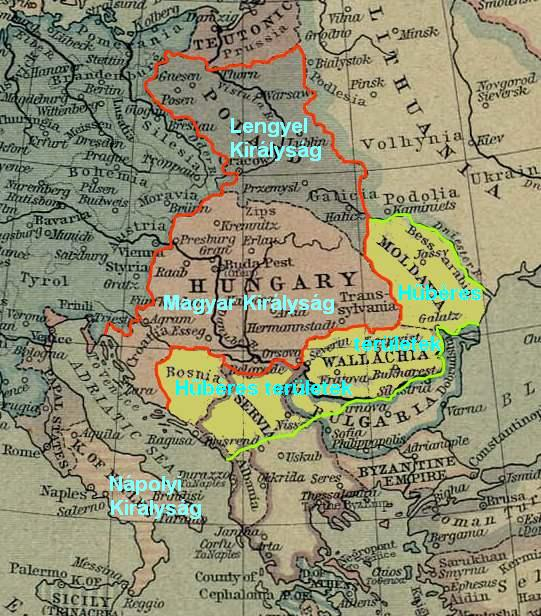
Королевство Людвика Венгерского.

Согласно династическим схемам, Людовик Венгерский должен был стать польским королем и правителем крупнейшего политического объединения Европы XIV в. С момента коронации Людовик был вынужден бороться с оппозицией своему правлению, которая была особенно активна в Великой Польше, хотя столкновения происходили и в Малой Польше. Первый случай был связан с похоронами Казимира Великого, которые были организованы до прихода нового правителя. Затем произошёл конфликт с приёмным внуком предыдущего правителя Казимиром Слупским, которому старый король завещал обширные поместья. Спор разрешился в судебном порядке — Пяст получил Добжинскую землю и три замка, а также был обязан платить Людвику дань. Другой конфликт привел к возвращению князя Гневковского Владислава Белого в 1373 году. После нескольких лет неоднократных боёв он заключил соглашение с королём — отказался от Гневского герцогства, получив 10 тыс. флоринов и пожалование в виде аббатства Паннонхалма в Венгрии.
Власть в Польше с самого начала осуществляла мать Людвика Елизавета Польская. Сам король вернулся в Венгрию вскоре после коронации, взяв с собой польские знаки отличия. Елизавета сначала сосредоточилась на контроле над ситуацией в восставшей Великой Польше и реституцию товаров, которые Казимир Великий конфисковал у людей, которые не смогли доказать свои права на данную землю. Преемственности внутри династии Анжу изначально противостояли духовенство, горожане и дворянство. Регент действовал постепенно, заручившись поддержкой других городов. Затем, в 1374 году, Людвик выдал польской знати в Кошицкий привилей, по которому в обмен на значительное снижение налога и отмену чрезвычайных налогов дворяне согласились передать престол одной из дочерей Людовика. Это была первая общая привилегия в Польше, распространявшаяся на всё дворянское сословие.
В 1375 году Елизавета отказалась от регентства и вернулась в Венгрию. Король появился в Польше ненадолго, главной целью визита было подавление беспорядков в Червонной Руси, где конкурировали венгерские и польские интересы. Перед отъездом Людвик передал власть группе доверенных жителей Малой Польши. Это временное решение встретило широкое сопротивление, и Елизавета возобновила регентство. Она оставалась в Польше до 1376 года, когда снова уехала после беспорядков, произошедших в Кракове. Тем временем в Великой Польше вспыхнули локальные войны между враждующими дворянскими родами. В 1378 году губернатором стал Владислав Опольчик, но в результате восстания великопольцев под предводительством Бартоша из Одоланова он в том же году потерял власть. Елизавета стала регентом в третий раз, после её смерти в 1380 году король доверил управление Краковом епископу Завише Курозвенцкому. Когда он умер в 1382 году, Людовик назначил Сигизмунда Люксембургского регентом, помолвленным с потенциальной наследницей престола Марией. Четырнадцатилетний губернатор начал борьбу против великопольской оппозиции. Во время осады Одоланова Людвик Венгерский умер 10 сентября в Трнаве
В политике Людвика Польша играла второстепенную роль, а самого правителя не заботила сложившаяся экономическая ситуация. Он завоевал благосклонность дворянства через юридические и социальные привилегии, что привело к бюджетному кризису. В то же время факт избрания на престол иностранного правителя привёл к глубоким изменениям в восприятии власти. Концепция патримониальной монархии была заменена идеей Короны Королевства Польского, которая ставила короля в положение правителя, неделимого и неотождествленного с личностью государства. Правление Людвика также укрепило позиции малопольского дворянства, а изданные им документы положили начало периоду господства дворянства в политической жизни, продолжавшемуся до падения Речи Посполитой в 1795 г..

## Безкоролевье (1382—1384)

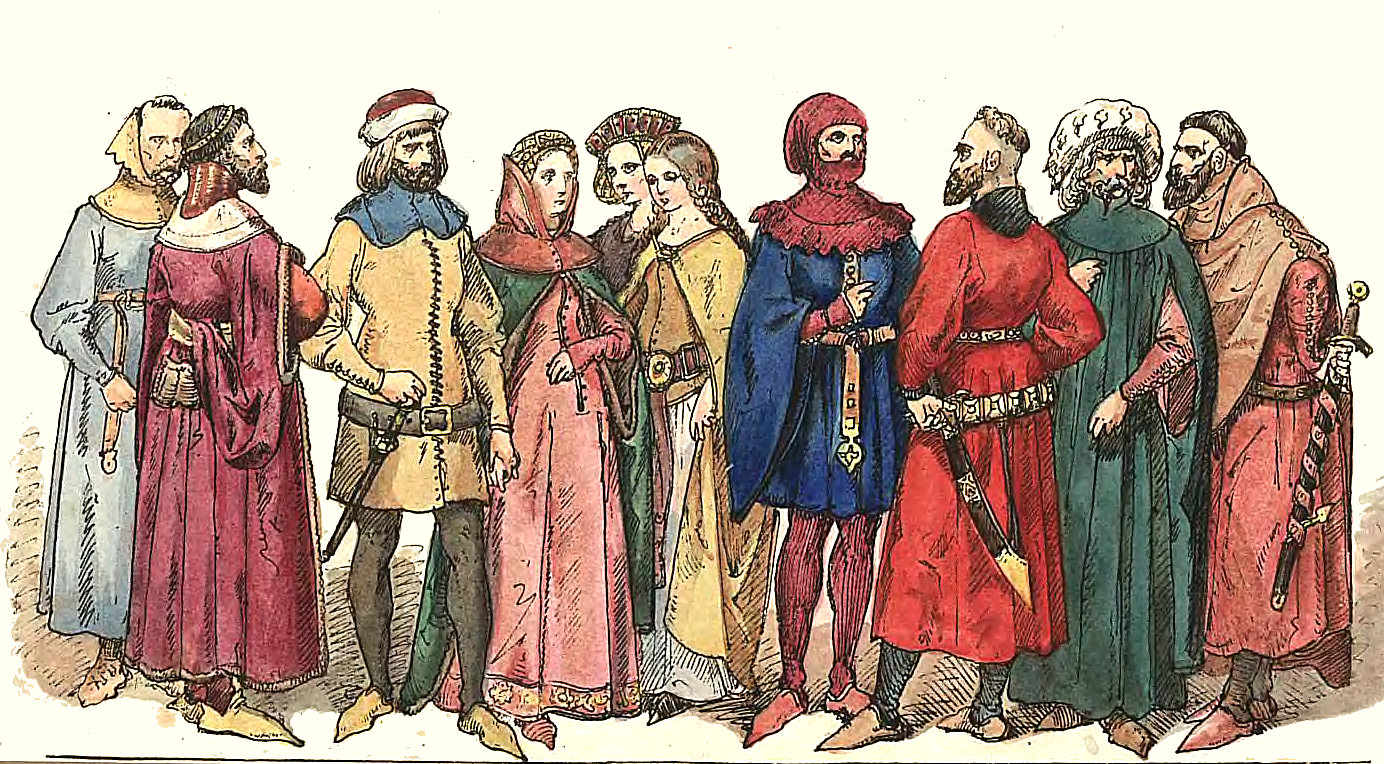
Ян Матейко. Польское дворянство (1333—1434).

Когда в 1374 году Людовик убедил дворянство избрать будущей королевой свою дочь, было неясно, какая именно из них займёт польский престол. Первоначально была выдвинута Екатерина, но она умерла в 1378 году. Тогда Людвиг решил, что польский престол займёт Мария, а венгерский — Ядвига. Ситуация изменилась после смерти короля. Его вдова Елизавета Боснийская при поддержке венгерских дворян выступала против передачи польского престола Марии и её брака с Сигизмундом Люксембургским. В конечном итоге было решено, что Мария возьмет власть в Венгрии. В этой ситуации в Польше в ноябре 1382 г. состоялся конгресс в Радомско, на котором представители двух основных округов решили, что дальнейшая личная уния с Венгрией невозможна в ситуации, когда королева находится за пределами страны. При этом было решено остаться верным решениям Кошице. Через месяц в Вислице эти находки были представлены венгерской стороне. Именно тогда было решено отвергнуть возможность вступления на престол Сигизмунда Люксембургского, поддержанного частью жителей Великопольши.
Ситуация казалась ясной, но действия малопольской дипломатии помешали гражданской войне в Великой Польше. Основными партиями в нём были староста Домарат из Пержно и поддержанный объединённой оппозицией потенциальный кандидат на польский престол князь Мазовецкий Земовит IV. Бои затянулись, и обе стороны заверили Марию в своей поддержке. Наконец, в феврале 1383 г. прибывшая в Серадз миссия сообщила, что Ядвига назначена на польский престол. По мере приближения даты коронации шансы Земовита IV на приход к власти возрастали. Он завоевал большую часть Великой Польши и получил значительную поддержку в этом районе. Обеспокоенные магнаты Малой Польши предприняли попытку заключить перемирие. В марте в Серадзе был созван конгресс, чтобы принять решение об ответе на февральские предложения Венгрии. Жители Великой Польши попытались выдвинуть кандидатуру Земовита, который должен был стать мужем Ядвиги, которая была помолвлена с герцогом Австрии Вильгельмом. Несмотря на превосходство сторонников мазовецкого герцога, краковским владыкам удалось отсрочить выборы — кандидатура короля не была выбрана, а коронована была только Ядвига. Условием было возвращение Червонной Руси и вотчин Владислава Опольчика Польше.
Столкнувшись с угрозой со стороны Земовита, Елизавета согласилась на предъявленные условия и решила приехать в Польшу на Пятидесятницу в 1383 году. В этой ситуации Земовит разработал план похищения Ядвиги — он намеревался похитить, жениться на ней и короноваться вместе с ней. Вероятно, жители Малопольши сообщили венгерской королеве о планах князя Мазовецкого, и поэтому Елизавета отложила свой приезд в Польшу на ноябрь. Тем временем Земовит возобновил военные действия против Куявии и Великой Польши, захватив к концу мая Куявию. Затем он созвал конгресс в Серадзе, где его сторонники приветствовали его как короля. Однако присутствовавший на съезде архиепископ Гнезненский Бодзанта отказался проводить коронацию. Столкнувшись с неудачей в Серадзе, Земовит снова напал на Великую Польшу и осадил Калиш. Спор разрешился благодаря угрохам гнезненского архиепископа Бодзанты, перешедшего на сторону Малой Польши. В этой ситуации Земовит согласился на прекращение боевых действий, но его сторонник Бартош из Одоланува отказался от этого, что дало повод при поддержке венгерских войск под командованием Сигизмунда атаковать Мазовию и навязать Земовиту перемирие.
Однако Елизавета, вопреки своим заявлениям, в Польшу не поехала. Вместо этого она стала предъявлять всё более непомерные требования — когда польский депутат пригрозил лишить Ядвигу прав на престол, его посадили в тюрьму. Междуцарствие затянулось, поэтому в марте 1384 г. в Радомско был созван съезд, который определил правила функционирования государства в отсутствие правителя. Он был примером политической зрелости дворянства и его способности сотрудничать с элитой городов. Эта конвенция показала, что польское государство может функционировать без короля, но тем не менее Елизавета пыталась отсрочить коронацию. Она отправила Сигизмунда в Краков в качестве своего губернатора, на что не согласились собравшиеся в малопольском Стары-Сонче. Ранее заключенный в тюрьму волей Елизаветы депутат парламента Сендзивой из Шубина снова уехал в Венгрию. Возможно, его миссия повлияла на изменение решения королевы — наконец, осенью она решила отправить Ядвигу в Польшу. 13 октября 1384 г. она прибыла в Краков, где через три дня состоялась коронация, завершившая самое продолжительное междуцарствие в истории Польши..

## Правление Ядвиги (1384—1386)

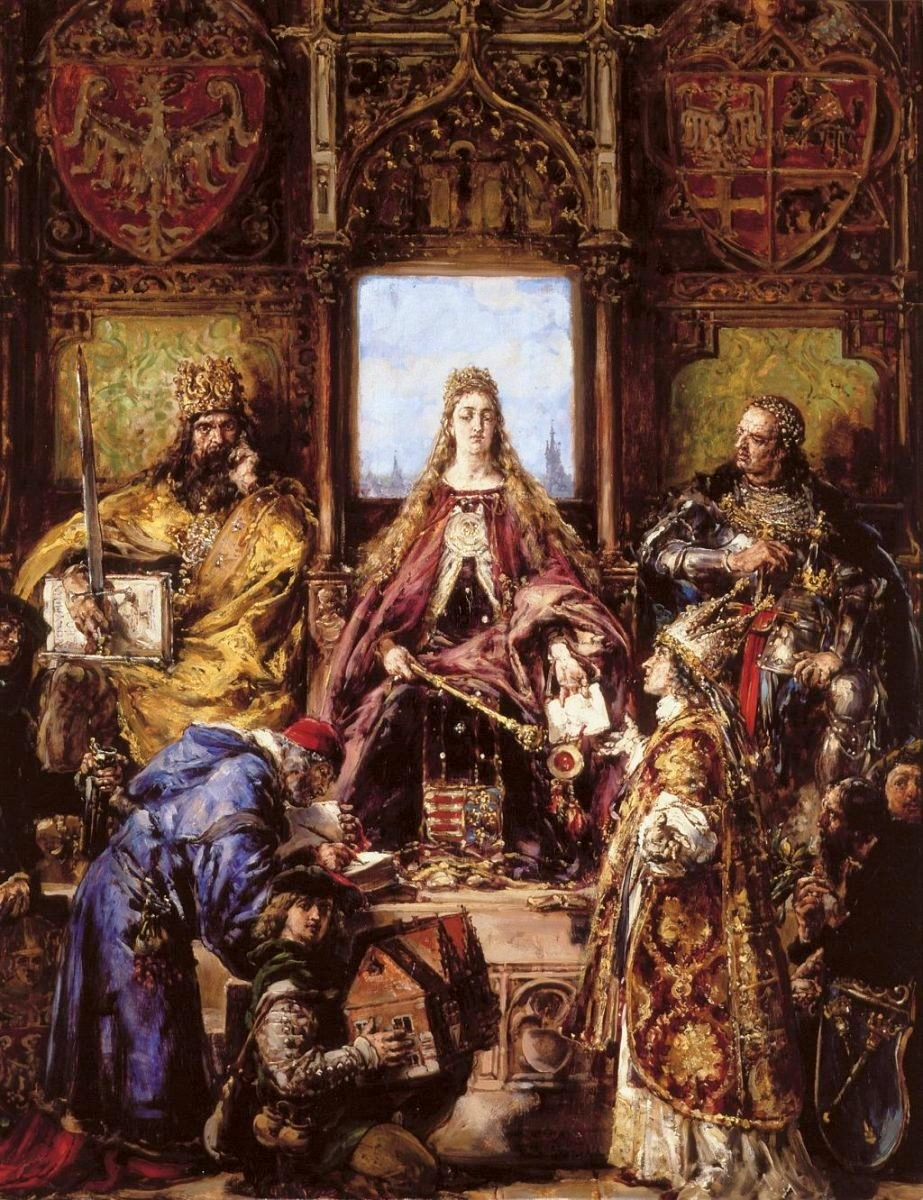
Ян Матейко, Основание Краковского университета, 1889

Коронация 10-летней Ядвиги прошла успешно, но она ещё формально находилась на попечении матери, что позволяло Елизавете вмешиваться в польские дела. Кроме того, у Ядвиги не было мужа. Хотя она вышла замуж в 1378 году за Вильгельма Габсбурга согласно канонической форме sponsalia de futuro, знать Малой Польши отвергла возможность занятия им престола. Вместо этого были предприняты переговоры с Литвой, возможный союз с которой мог бы обеспечить интересы Польши в Галицкой Руси, Подолии и Волыни, что имело особое значение для Малопольского края. Это было важно и для Мазовии, которой непосредственно угрожали литовские нашествия. Однако в то же время восстанавливалась угроза со стороны Тевтонского ордена и ставился под вопрос дальнейший союз с Венгрией, языческий статус Литвы также приносил дополнительные проблемы. Для Литвы основным аргументом для сближения с западным соседом было желание обрести сильного союзника в борьбе с орденом. В 1384 г. положение великого княжества отнюдь не было критическим, так как Ягайло смог стабилизировать ситуацию после смерти Ольгерда и гражданской войной с Кейстутом и его сыном Витольдом.. Вместе с тем было очевидно военное превосходство Тевтонского ордена и иллюзорность единства разбитого на многочисленные княжества страны.
Неясно, с какой стороны исходила инициатива о женитьбе Ягайло на Ядвиге. Согласно «Анналам» Яна Длугоша, именно литовский князь просил руки дочери Людвика, пока литовская хроника называла инициаторами малопольских дворян. Из-за отсутствия источниковедческой базы также невозможно установить, когда начались переговоры по этому поводу. Возможно, в качестве сигнала интереса Ягелло к польскому престолу следует читать уже выданную им в 1383 г. привилегию для люблинских купцов. Предварительные переговоры, вероятно, состоялись в следующем году. В январе 1385 г. литовская миссия официально попросила руки Ядвиги. Ягайло обязался принять христианство и присоединить Великое княжество Литовское к королевству Польша. Предложение было принято общим конгрессом, созванным летом в Кракове, и Елизавета Боснийская не возражала. Ситуация внезапно изменилась, когда она вернулась к концепции брака Ядвиги с Вильгельмом. Габсбурги приехали в Краков, чтобы физически заключить брак, но их не пустили в покои королевы; он был быстро вынужден покинуть город.
В это же время навстречу литовскому князю шли малопольские владыки. В августе 1385 г. в Крево они заключили договор с Ягайло, именуемый в историографии Кревской унией. В обмен на польский престол Ягайло взял на себя ряд односторонних обязательств:
- крещение Литвы,
- выплата 200 000 флоринов Вильгельму Габсбургу за расторжение брака,
- освобождение всех польских военнопленных, удерживаемых литовцами,
- традиционная декларация о возвращении всех земель, утраченных в прошлом Королевством Польским.

Последним и самым важным обязательством было присоединение (Шаблон:Łac.) Литвы к Польше — это заявление, неясно указывающее на намерение ликвидировать суверенное положение Великого княжества, быстро подтвердило унию и до сих пор вызывает сомнения у историков.
Другая миссия встретилась с Ягайло в январе 1386 года в Волковыске, когда он направлялся в Польшу. Сановники Малой Польши выдали ему акт предварительного отбора и вручили ему допуск к безопасности. Выданный документ был утвержден дворянским съездом в Люблине 2 февраля 1386 г., на котором литовский князь был избран королём, а до коронации ему был присвоен Шаблон:J (господин и опекун Королевства Польского). Вероятно, единственное, что могло сорвать брачные планы в этот момент, — это сопротивление королевы Ядвиги. По словам Длугоша, она открыто выступала против отношений и уступила только по наущению польских сановников.
12 февраля 1386 года Ягайло и его братья прибыли в Краков. 15 февраля все трое крестились. Будущему королю получил имя Владислав, его брат Каригайло — Казимир, Свидригайло — Болеслав. Князь Витольд, крестившийся в третий раз, выбрал имя Александр. 18 февраля Ягайло и Ядвига поженились, 4 марта 1386 года великий князь был коронован королем Польши в Вавельском соборе.